# Saïan Supa Crew
Saïan Supa Crew je francouzské sdružení tří hiphopových tvůrců: Explicit Samouraï, OFX a Simple Spirit. Tito tvůrci působí také ale i sólově; své vlastní desky vydali v letech 2004 a 2005.
Saïan Supa Crew hrají specifickou hudbu, kombinující několik hudebních stylů – kromě hip hopu jsou zde patrné i vlivy reggae a ragga. Jako je to u hip hopu běžné, je samozřejmostí i beatbox. Jistou inspiraci si autoři berou i z disca.
První album KLR, které se objevilo v roce 1999, bylo sice originální, ale nestalo se příliš úspěšným. Témata jednotlivých singlů jsou různá; ať už se jedná o problémy s drogami (Que dit-on?), rasismus (La preuve par 3) (velká část členů jsou černoši a tento problém se jich proto dotýká) a násilí ve spojení s náboženstvím (Au nom de quoi). Texty jsou jak humorně, tak i vážně pojaté.
Druhé album skupiny, X-raisons získalo roku 2002 ocenění Victoire de la musique v kategorii nejlepší rapové/Groove album. V soundtracku k filmu Taxi 4 je také i singl Saïan Supa Crew s názvem Mets les Gazes.

## Diskografie
- KLR (1999)
- X-Raisons (2001)
- Hold-Up (2005)
- DVD Hold-Up Tour 2006 (2006)